# Doktor Gusztáv
A Doktor Gusztáv a Gusztáv című rajzfilmsorozat második évadának hatodik epizódja.

## Rövid tartalom
Gusztáv a köhögéstől nem tud elaludni. Minthogy az orvosoknak nem hisz, saját maga által összeállított gyógyszerkúrát tart, mire valóban megbetegszik.

## Alkotók
- Rendezte: Nepp József
- Írta és tervezte: Gémes József
- Zenéjét szerezte: Pethő Zsolt
- Operatőr: Nagy Csaba
- Hangmérnök: Horváth Domonkos
- Vágó: Czipauer János
- Háttér: Szálas Gabriella
- Rajzolták: Cser Zsuzsa, Nagy Attila
- Színes technika: Dobrányi Géza, Kun Irén
- Gyártásvezető: Kunz Román

Készítette a Pannónia Filmstúdió.